# Simon Spiteri
Simon Spiteri (* 1. April 1992) ist ein maltesischer Leichtathlet, der im Mittel- und Langstreckenlauf an den Start geht.

## Sportliche Laufbahn
Erste Erfahrungen bei internationalen Meisterschaften sammelte Simon Spiteri im Jahr 2015, als er bei der 3. Liga der Team-Europameisterschaft im Rahmen der Europaspiele in Baku in 4:07,73 min den elften Platz im 1500-Meter-Lauf belegte und mit der maltesischen 4-mal-400-Meter-Staffel in 3:20,54 min den zehnten Platz belegte. 2023 belegte er bei den Spielen der kleinen Staaten von Europa (GSSE) in Marsa in 14:58,99 min den achten Platz im 5000-Meter-Lauf und anschließend belegte er bei den Balkan-Meisterschaften in Kraljevo in 8:44,46 min den vierten Platz über 3000 Meter und gelangte mit 15:18,70 min auf Rang acht über 5000 Meter. Im Oktober wurde er bei den Straßenlauf-Weltmeisterschaften in Riga nach 1:08:37 h 80. im Halbmarathon. Bei den erstmals ausgetragenen Straßenlauf-Europameisterschaften 2025 in Brüssel und Löwen wurde er in 2:23:47 h 28. über die Marathondistanz. Anschließend belegte er bei den GSSE in Andorra la Vella in 14:47,94 min den vierten Platz über 5000 Meter und wurde dann bei der 3. Liga der Team-Europameisterschaft in Maribor in 14:46,27 min Sechster. Daraufhin belegte er bei den Balkan-Meisterschaften in Volos in 14:50,83 min den achten Platz.
2021 wurde Spiteri maltesischer Meister im 3000- und 5000-Meter-Lauf sowie 2023 über 10.000 Meter und 2025 über 5000 Meter. 2025 wurde er Landesmeister im 10-km-Straßenlauf. 

## Persönliche Bestleistungen
- 1500 Meter: 3:57,85 min, 10. Juli 2021 in Marsa
- 3000 Meter: 8:39,28 min, 5. Juli 2025 in Marsa
- 5000 Meter: 14:26,46 min, 14. Juni 2025 in Wien
- 10.000 Meter: 32:22,80 min, 28. Juni 2023 in Marsa
- 10-km-Straßenlauf: 30:38 min, 19. März 2023 in Lille
- Halbmarathon: 1:07:54 h, 23. März 2025 in Mailand
- Marathon: 2:23:47 h, 13. April 2025 in Löwen